# Мерфи, Шон (футболист)
Шон Пи́тер Мёрфи (англ. Shaun Peter Murphy; 5 ноября 1970) — австралийский футболист, защитник.

## Карьера

### Клубная
Обучался в Австралийском футбольном институте спорта, где и начал играть в футбол. Первыми клубами были «Блэктаун Сити» и «Гейдельберг Юнайтед». В профессиональной карьере выступал за три профессиональных австралийских клуба: «Перт Италия», «Перт Глори» и «Сорренто», а также за четыре команды из Англии: «Ноттс Каунти», «Вест Бромвич», «Шеффилд Юнайтед» и «Кристал Пэлас». В 2001 году получил приз лучшего игрока команды «Шеффилд Юнайтед» по итогам сезона 2000/01.

### В сборной
В 1992 году отправился на Олимпиаду в Барселону в составе олимпийской сборной. За основную команду играл с 2000 по 2001 год, отыграв 18 встреч и забив 3 гола. Один из его голов принёс Австралии бронзовые медали Кубка Конфедераций 2001 года.

## Личная жизнь
Проживает с семьёй в Перте.